# Praproče (gmina Dobrova-Polhov Gradec)
Praproče – wieś w Słowenii, w gminie Dobrova-Polhov Gradec. W 2018 roku liczyła 104 mieszkańców.